# 꽃놀이패 (텔레비전 프로그램)

《꽃놀이패》는 SBS TV에서 방송된 예능 프로그램이며 2016년 9월 5일부터 2017년 3월 19일까지 방송되었고 2016년 11월 27일부터 《일요일이 좋다》1부로 편입됐지만 아류 버라이어티쇼들이 범하는 실수를 대부분 답습했던 탓인지 시청률이 갈수록 떨어져 2017년 3월 19일 막을 내렸으며 SBS는 해당 프로그램 이동 편성에 앞서 《미운 우리 새끼》를 옮겨심을 계획이었으나
 이 프로그램과 비슷한 포맷이었던 《아빠를 부탁해》가 신설될 당시 크게 주목을 받았지만 당초 《일요일이 좋다》1부 편성설이 있었으나 공동 MC 유재석 김구라 때문에 불발된 《동상이몽, 괜찮아 괜찮아》에게 자리를 내준 뒤 2015년 4월 26일부터 《일요일이 좋다》 1부로 편입됐으나 출연 자녀들을 둘러싼 금수저 논란에서 자유롭지 못했던 데다 KBS 2TV 《슈퍼맨이 돌아왔다》와 같은 외주제작사(코엔미디어)에서 만든 프로그램이었던 탓인지 성인판 《슈퍼맨이 돌아왔다》아류란 혹평을 받아 2015년 11월 1일 막을 내린 전적 탓인지 좌절됐다.

## 꽃놀이패 역사
- 첫 회부터 2016년 11월 21일까지 월요일 밤 11시 10분에 편성됐는데 SBS는 해당 프로그램에 앞서 미운 우리 새끼를 월요일 심야 시간에 정규 편성할 계획이었으나[8] 메인 MC 신동엽이 동시간대 KBS 2TV 안녕하세요 진행자로 활동했었던 이유 때문에 좌절됐다.

## 논란
정국이 사비로 햄버거를 사오느라 늦었는데 바닥에 앉으라고 발언했고, 조세호가 정국이 사온 햄버거를 보고 '누가 먹다만거 같다'라며 햄버거를 먹고있는 다른 출연자들한테 '그걸 왜 처먹고 있냐.'라고 발언했다.
조세호가 '정국이 계속 꽃길만 당첨된다.'라고 발언하자 방송 촬영 중 정국은 계속 조세호 눈치를 보고, 흙길로 가게 해달라고 시청자에게 부탁까지 한다. 하지만 이후 정국이 유퀴즈에 출연하면서 조세호가 사과를 한 것으로 알려졌다.

## 방송 시간
| 방송 채널 | 방송 기간                          | 방송 시간                    | 비고                        |
| SBS TV    |                                    |                              |                             |
| --------- | ---------------------------------- | ---------------------------- | --------------------------- |
| SBS TV    | 2016년 7월 15일                    | 금요일 밤 11:20 ~ 12:40      | 파일럿 방송                 |
| SBS TV    | 2016년 7월 16일                    | 토요일 오후 4:50 ~ 6:10      | 파일럿 방송                 |
| SBS TV    | 2016년 9월 5일 ~ 2016년 11월 21일  | 매주 월요일 밤 11:10 ~ 12:30 | 정규 편성                   |
| SBS TV    | 2016년 11월 27일 ~ 2017년 3월 19일 | 매주 일요일 오후 4:50 ~ 6:30 | 일요일이 좋다 1부 코너 편성 |

## 출연자

### 현재 출연자
- 서장훈
- 안정환
- 조세호
- 유병재
- 강승윤
- 이성재

### 이전 출연자
- 정국
- 김민석
- 은지원
- 이재진
- 유병재
- 이성재
- 강승윤

### 게스트
- 나연, 모모 (트와이스) : 11회
- 진영 (B1A4): 13회 ~ 14회
- 아이유 : 14회
- 이대호 : 13회 ~ 14회
- 이성재 : 13회 ~ 14회
- 승리 (빅뱅) : 15회 ~ 16회
- 민아 (걸스데이) : 15회 ~ 16회
- 나라 (헬로비너스) : 15회 ~ 16회
- 김세정 (구구단) : 17회 ~ 18회
- 솔비 : 18회
- 이상민 : 17회 ~ 18회
- 비 : 19회 ~ 20회
- 유라 (걸스데이) : 20회
- 채수빈 : 19회 ~ 20회
- 설현 (AOA) : 21회
- 임수향 : 22회
- 송민호 (위너), 차오루 (피에스타) : 23회 ~ 24회
- 김준현 : 26회
- 이재진 (젝스키스), 하니 (EXID) : 27회 ~ 28회
- 경리 (나인뮤지스) : 28회

## 시청률
최저 시청률과 최고 시청률은 TNmS와 AGB닐슨에서 공개한 시청률입니다.
| 2016년                                                     | 2016년    | 2016년         | 2016년         | 2016년 |
| 회차                                                       | 방송일    | TNmS 시청률    | AGB 시청률     |        |
| 회차                                                       | 방송일    | 대한민국(전국) | 대한민국(전국) |        |
| ---------------------------------------------------------- | --------- | -------------- | -------------- | ------ |
| 1                                                          | 9월 5일   | 3.2%           | 2.7%           |        |
| 2                                                          | 9월 12일  | 3.0%           | 3.1%           |        |
| 3                                                          | 9월 19일  | 2.4%           | 2.8%           |        |
| 4                                                          | 9월 26일  | 3.6%           | 3.4%           |        |
| 5                                                          | 10월 3일  | 3.3%           | 3.2%           |        |
| 6                                                          | 10월 10일 | 2.7%           | 2.8%           |        |
| 7                                                          | 10월 17일 | 3.4%           | 3.3%           |        |
| 8                                                          | 10월 24일 | 3.1%           | 3.1%           |        |
| 9                                                          | 10월 31일 | 3.0%           | 2.9%           |        |
| 10                                                         | 11월 7일  | 3.4%           | 3.0%           |        |
| 11                                                         | 11월 14일 | 2.9%           | 3.1%           |        |
| 12                                                         | 11월 21일 | 3.1%           | 3.5%           |        |
| 2016년 11월 27일부터 매주 일요일 오후 4시 50분 시간대 변경 |           |                |                |        |
| 13                                                         | 11월 27일 | 4.5%           | 4.6%           |        |
| 14                                                         | 12월 4일  | 4.2%           | 3.5%           |        |
| 15                                                         | 12월 11일 | 4.1%           | 4.0%           |        |
| 16                                                         | 12월 18일 | 4.2%           | 3.8%           |        |
| 17                                                         | 12월 25일 | 3.9%           | 4.0%           |        |
| 2017년                                                     |           |                |                |        |
| 18                                                         | 1월 1일   | 4.3%           | 3.8%           |        |
| 19                                                         | 1월 8일   | 4.6%           | 4.3%           |        |
| 20                                                         | 1월 15일  | 4.3%           | 5.6%           |        |
| 21                                                         | 1월 22일  | 4.4%           | 4.9%           |        |
| 22                                                         | 1월 29일  | 4.4%           | 4.5%           |        |
| 23                                                         | 2월 5일   | 4.7%           | 4.7%           |        |
| 24                                                         | 2월 12일  | 4.1%           | 4.7%           |        |
| 25                                                         | 2월 19일  | 4.7%           | 4.6%           |        |
| 26                                                         | 2월 26일  | 4.0%           | 4.1%           |        |
| 27                                                         | 3월 5일   | 4.1%           | 3.8%           |        |
| 28                                                         | 3월 12일  | 2.5%           | 2.8%           |        |
| 29                                                         | 3월 19일  | 2.9%           | 2.8%           |        |

## 경쟁 프로그램
- 일요일이 좋다
  - 런닝맨 (2부 프로그램)
- 해피선데이
  - 슈퍼맨이 돌아왔다 (경쟁 프로그램)
  - 1박 2일 (2부 프로그램)
- 일밤
  - 미스터리 음악쇼 복면가왕 (경쟁 프로그램)
  - 은밀하게 위대하게 (2부 프로그램)